# Wolbórz (gmina)
Wolbórz (do 1953 gmina Bogusławice) – gmina miejsko-wiejska w województwie łódzkim, w powiecie piotrkowskim. W latach 1975–1998 gmina położona była w województwie piotrkowskim.
Siedzibą gminy jest miasto Wolbórz.
Według danych z 31 grudnia 2007 gminę zamieszkiwało 7587 osób.
Gmina znajduje się na terenie Sulejowskiego Parku Krajobrazowego. Przepływają tędy rzeki Wolbórka i Moszczanka. W obszarze gminy znajduje się część Zalewu Sulejowskiego.

## Struktura powierzchni
Według danych z roku 2007 gmina Wolbórz ma obszar 151,66 km², w tym:
- użytki rolne: 62%
- użytki leśne: 28%

Gmina stanowi 10,61% powierzchni powiatu piotrkowskiego.

## Demografia

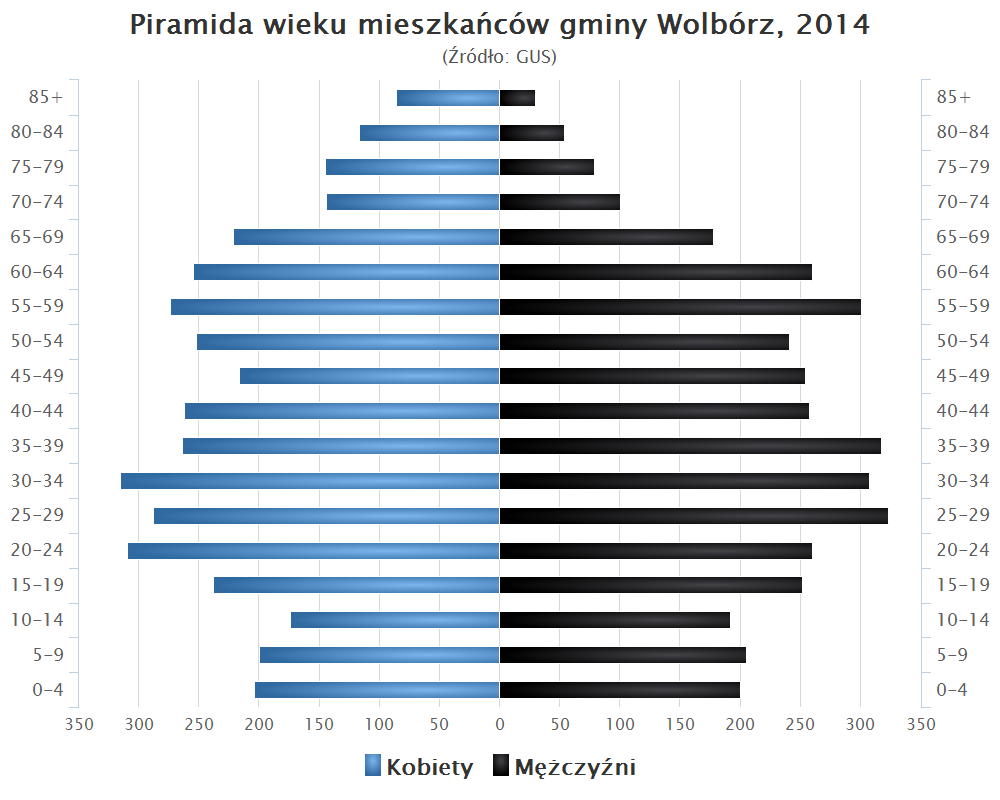
Piramida wieku mieszkańców gminy Wolbórz w 2014 roku

Dane o ludności z 31 grudnia 2007:
| Opis                                | Ogółem | Ogółem | Kobiety | Kobiety | Mężczyźni | Mężczyźni |
| ----------------------------------- | ------ | ------ | ------- | ------- | --------- | --------- |
| Jednostka                           | osób   | %      | osób    | %       | osób      | %         |
| Populacja                           | 7587   | 100    | 3845    | 50,68   | 3742      | 49,32     |
| Wiek przedprodukcyjny (0–17 lat)    | 1153   | 15,2   | 554     | 7,3     | 599       | 7,9       |
| Wiek produkcyjny (18–65 lat)        | 5115   | 67,42  | 2395    | 31,57   | 2720      | 35,85     |
| Wiek poprodukcyjny (powyżej 65 lat) | 1319   | 17,39  | 896     | 11,81   | 423       | 5,58      |

## Historia
Istniejąca do roku 1954 Gmina Bogusławice została przekształcona w Gromadzką Radę Narodową w Wolborzu, a w 1973 roku władze PRL tworząc nowy podział administracyjny kraju utworzyły gminę Wolbórz.
Więcej na temat historii gminy w artykule o Wolborzu.

## Rezerwaty przyrody
Na terenie gminy znajdują się następujące rezerwaty przyrody:
- rezerwat przyrody Czarny Ług – chroni torfowisko wysokie typu atlantyckiego ze stanowiskiem bagnicy torfowej,
- rezerwat przyrody Dęby w Meszczach – chroni grąd i las mieszany z pomnikami przyrody (starodrzew dębowy),
- częściowo rezerwat przyrody Lubiaszów – chroni zbiorowiska leśne: grąd, dąbrowa, bór jodłowy z cennym stanowiskiem jodły oraz stanowiska roślin rzadkich i chronionych.

## Komunikacja
Przez gminę przebiega droga szybkiego ruchu nr 8 (Warszawa – Katowice – Wrocław).

## Miejscowości

### Sołectwa
- Bogusławice
- Brudaki
- Golesze Duże
- Kaleń
- Komorniki
- Kuznocin
- Lubiaszów
- Lubiatów
- Młoszów
- Młynary
- Polichno
- Proszenie
- Psary Stare
- Psary Witowskie
- Psary-Lechawa
- Stanisławów
- Studzianki
- Swolszewice Duże
- Świątniki
- Wolbórz
- Żarnowica Duża
- Żywocin

### Pozostałe miejscowości
- Adamów
- Apolonka
- Bogusławice (osada)
- Bronisławów
- Dąbrowa
- Dębina
- Dębsko
- Golesze Małe
- Golesze-Parcela
- Janów
- Krzykowice
- Kula
- Leonów
- Lubiatów-Zakrzew
- Marianów
- Modrzewek
- Noworybie
- Polichno-Budy
- Studzianki-Kolonia
- Węgrzynów
- Żarnowica Mała
- Żywocin (kolonia)
- Żywocin (osada leśna SIMC 0556766)
- Żywocin (osada leśna SIMC 0556772)

## Sąsiednie gminy
Będków, Mniszków, Moszczenica, Piotrków Trybunalski, Sulejów, Tomaszów Mazowiecki, Ujazd

## Gminy partnerskie
Jabłonka